# Station Oppdal
Station Oppdal is een station in  Oppdal in fylke Trøndelag  in  Noorwegen. Het station ligt aan Dovrebanen. Oppdal werd geopend in 1921 en is een ontwerp van Gudmund Hoel en Jens Flor.
Het station is het eindstation voor de lokale treinen naar Trondheim. Het wordt tevens bediend door deintercity van Oslo naar Trondheim.